# Żerebkowicze (przystanek kolejowy)
Żerebkowicze (biał. Жарабковічы, ros. Жеребковичи) – przystanek kolejowy w miejscowości Żerebkowicze, w rejonie lachowickim, w obwodzie brzeskim, na Białorusi. Leży na linii Osipowicze – Baranowicze.